# Richard-von-Weizsäcker-Platz (Berlin)

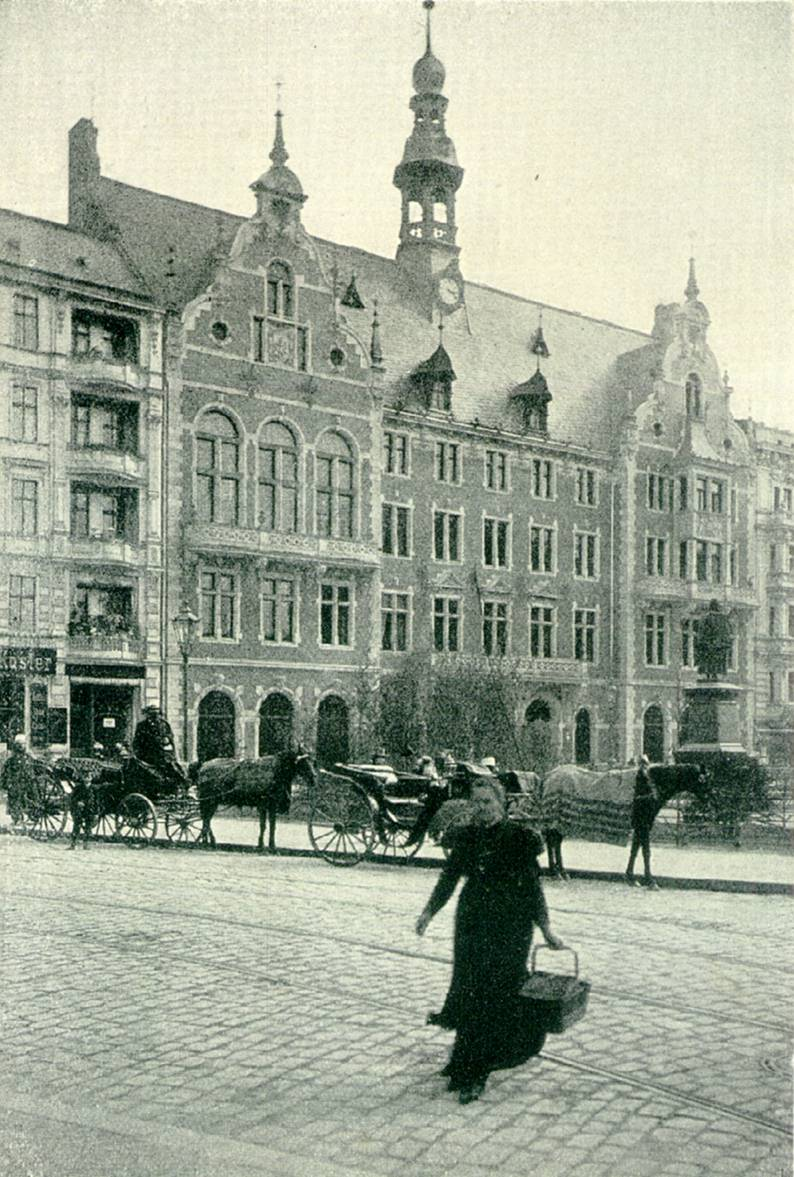
Platz um 1895 mit Kaiser-Wilhelm-Denkmal und dem zweiten Rathaus Schöneberg

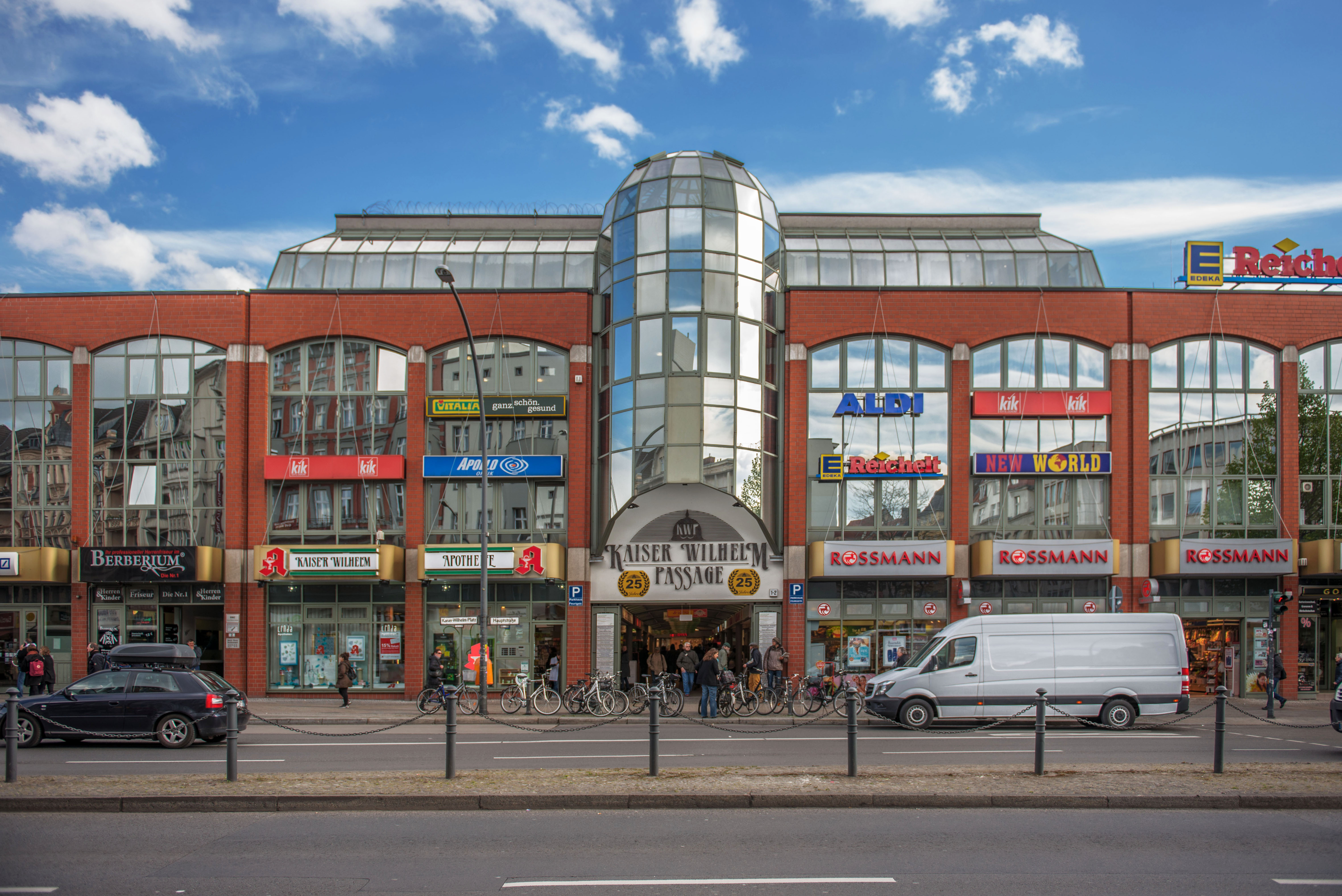
Kaiser-Wilhelm-Passage

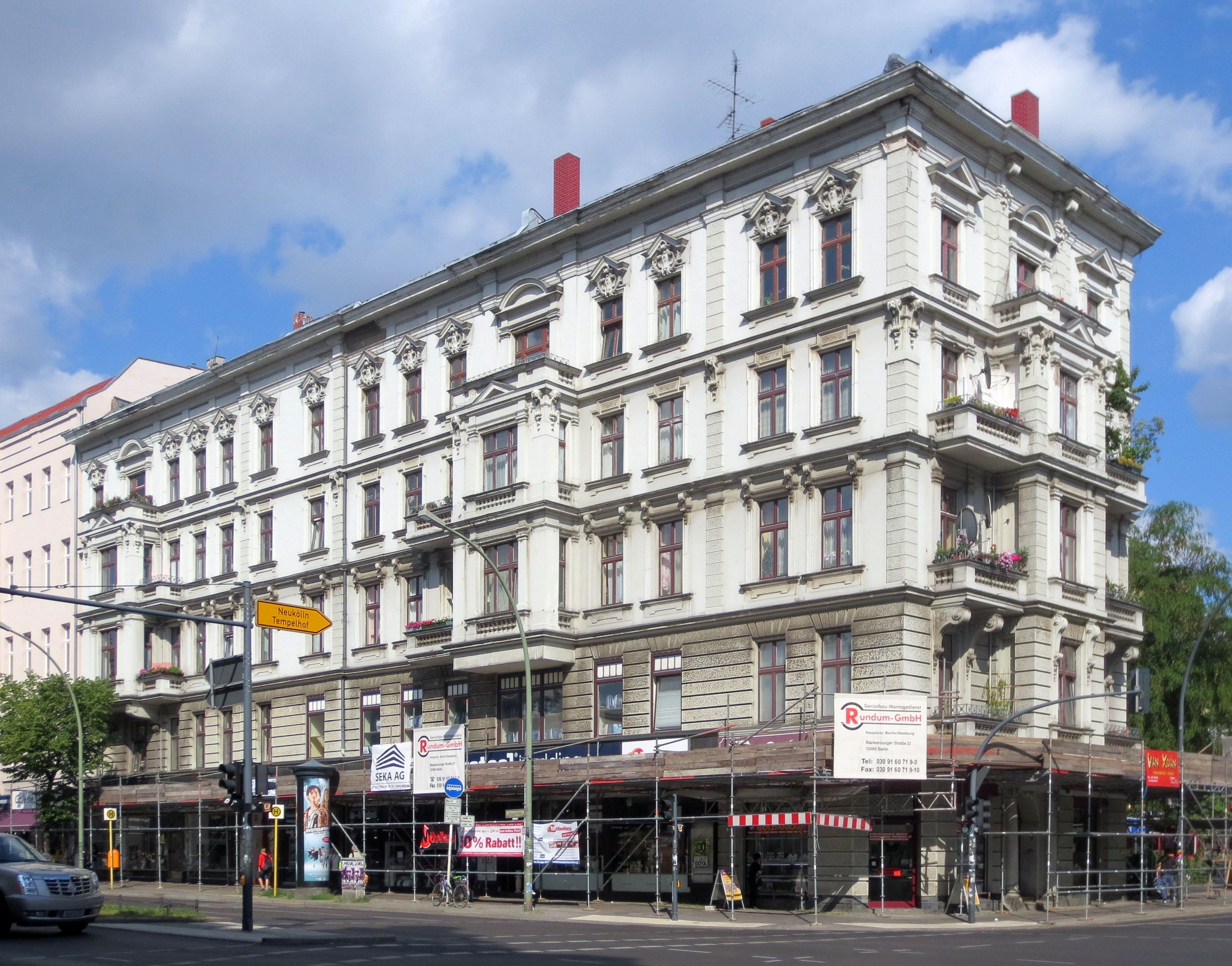
Kaiser-Wilhelm-Platz, 2013

Der dreieckige Richard-von-Weizsäcker-Platz im Berliner Ortsteil Schöneberg des Bezirks Tempelhof-Schöneberg ist eines der geschäftlichen Zentren des Bezirks. Er hieß bis 2022 Kaiser-Wilhelm-Platz.

## Geschichte der Namensgebung
Die seinerzeitige Benennung des Platzes an der bisherigen Bahnhofstraße nach Kaiser Wilhelm I. ging auf ein dort 1892 enthülltes Denkmal für ihn zurück. Die Grundstücke Hauptstraße 88 (ab 1893: Nummer 136), Bahnstraße 50/51 (ab 1893: Nummer 48; die Straße wurde 1958 in Crellestraße umbenannt) und Kolonnenstraße 67 wurden am 13. Juni 1893 in Am Kaiser-Wilhelm-Platz benannt. Am Platz lag bis zum Umzug in einen Neubau im Jahr 1914 das Schöneberger Rathaus.
Die um den Platz herum im Gründerzeitstil errichteten Mietshäuser trugen zunächst die Adressen der anliegenden Straßen, erhielten nach 1892 den Zusatz „Am Kaiser-Wilhelm-Platz“ und eine entsprechende Nummerierung als Postadresse. Die Häuser Kaiser-Wilhelm-Platz 1–5 wurden im Zweiten Weltkrieg kaum beschädigt. 
In den 1990er Jahren wurde südlich des Platzes auf dem Gelände des im Zweiten Weltkrieg zerstörten historischen Rathauses die Kaiser-Wilhelm-Galerie errichtet.
Auf der Höhe des Kaiser-Wilhelm-Platzes befand sich früher die Grenze zwischen Alt- und Neu-Schöneberg. Über eine Umbenennung des Kaiser-Wilhelm-Platzes gab es nach dem Zweiten Weltkrieg wiederholt Diskussionen. Unter anderem sollte er 1962 nach dem im Jahr 1961 verstorbenen Schöneberger Bürgermeister Konrad Dickhardt benannt werden, 1973 nach dem chilenischen Staatspräsidenten Salvador Allende. Allerdings blieb es bei dem historischen Namen. 
2020 kam es zu einem neuen Vorstoß für eine Umbenennung nach dem früheren Regierenden Bürgermeister und Bundespräsidenten Richard von Weizsäcker. 2021 beschloss die Bezirksverordnetenversammlung die Umbenennung. Sie wurde zum 24. März 2022 wirksam.

## Lage
Der Richard-von-Weizsäcker-Platz ist eines der Zentren des Ortsteils Schöneberg. Er war das Zentrum des Einwandererdorfs Neu-Schöneberg. Von hier aus sind es rund 400 Meter in südwestlicher Richtung entlang der Hauptstraße, vorbei am Postamt Schöneberg, bis zur angerförmigen historischen Dorfaue Alt-Schöneberg. Rund um den Platz gibt es eine Vielzahl von Einkaufsmöglichkeiten – vom Einzelhandelsgeschäft bis zum Kaufhaus sowie der Kaiser-Wilhelm-Passage. Im ehemaligen Kaufhaus Hertie befand sich bis in die 1980er Jahre eine Filiale der Kaufhauskette Bilka. Im Rahmen der Insolvenz des Hertie-Konzerns wurde das Kaufhaus im August 2009 geschlossen. Von November 2009 bis Juli 2013 befand sich im Erdgeschoss des Gebäudes eine Filiale der Schuhhandelskette Reno.
Am Richard-von-Weizsäcker-Platz zweigt die Kolonnenstraße in östlicher Richtung zur „Roten Insel“ und dem S-Bahnhof Julius-Leber-Brücke ab, die dann als Dudenstraße zum ehemaligen Flughafen Tempelhof weitergeführt wird. Nach Nord-Nordost zweigt am Platz die Crellestraße (bis 1958: Bahnstraße) ab, die zum S-Bahnhof Yorckstraße (Großgörschenstraße) führt.

## Bebauung

### Überblick
Ihr erstes Rathaus errichtete sich die Gemeinde Schöneberg 1874 an der östlichen Seite des späteren Kaiser-Wilhelm-Platzes. An seine Stelle trat 1892 ein Neubau von Friedrich Schulze. Im Jahr 1914 zog das Rathaus in das größere und repräsentativere Gebäude des neuen Rathauses Schöneberg am Rudolph-Wilde-Platz um. Schulzes Bau diente bis zu seiner Zerstörung im Zweiten Weltkrieg anderen Zwecken.
Der Platz wurde von 2006 bis 2007 mit dem Ziel umgebaut, die große dreieckige Mittelinsel an den östlichen Bürgersteig anzuschließen und damit die Bewegungsmöglichkeiten für Fußgänger und die Aufenthaltsqualität in diesem örtlichen Zentrum zu verbessern. Am 5. Juli 2007 konnte der umgebaute Platz wiedereröffnet werden. An der Stelle des früheren Kaiser-Wilhelm-Denkmals wurde eine Lichtbrunnenanlage installiert, neues Wegepflaster aufgebracht, Fahrradbügel und Bänke mit Edelstahlfüßen, nostalgische Poller und ein Schutzziergitter aufgestellt.
Seit der Rekonstruktion werden die von Süden kommenden Rechtsabbieger zur Kolonnenstraße zunächst noch weiter über die Hauptstraße (die hier als Bundesstraße 1 verläuft) geführt, bevor sie am Platzende hinter dem Richard-von-Weizsäcker-Platz rechts in die Kolonnenstraße einbiegen können. Auf dem Platz steht eine Gedenktafel für die Opfer der Konzentrationslager mit dem Titel „Orte des Schreckens, die wir niemals vergessen dürfen“ sowie den Namen der Konzentrationslager.

### Einzelne Gebäude (Auswahl)
- Die Gebäude Richard-von-Weizsäcker-Platz 4 Ecke Kolonnenstraße (Architekt Theodor Göttgen)[6] und Nummer 5 Ecke Hauptstraße 146 und Crellestraße 48 (Charlottenburger Architekt Georg Roensch) sind gelistete Baudenkmale.[7]
- Das Haus Richard-von-Weizsäcker-Platz 5 ist ein fünfgeschossiges Mietshausensemble, das auch die Adressen Hauptstraße 146 (westlich) und Crellestraße 48 (östlich) trägt. Es wurde 1890–1891 im Auftrag des Kaufmanns Bötcher – Eigentümer des Grundstücks Bahnstraße 49[8] – ebenfalls von Georg Roensch erbaut. Als Schmuck erhielt es spätklassizistische Fassadenelemente, Erdgeschoss und erste Etage sind stark rustiziert. Die Häuserfront aller drei Straßenseiten ist zusammen rund 90 Meter lang (37 m / 10 m / 43 m).
  - Ab 1893 gehörte das Haus dem Rentier H. Prausnitz, ehemaliger Besitzer der Zigarrenfabrik und Rohtabakhandlung Prausnitz & Metze und seiner Frau Helene aus Berlin (Bülowstraße 6), die einen Verwalter (Portier) eingesetzt hatten. Das dreiflügelige Gebäude trug die Adressen Hauptstraße 88 (seit um 1893 Nummer 136, 1920 auf Nummer 146 geändert) und Bahnstraße 50/51 (seit um 1893 Nummer 48; erst am 28. März 1958 wurde die Bahnstraße in Crellestraße umbenannt). Später wechselten die Eigentümer; nach dem Zweiten Weltkrieg ging das Gebäude an die Berliner Wohnungsgesellschaft Haus und Grund.
  - Im Erdgeschoss befindet sich von Anfang an eine Gastwirtschaft, seit den 1990er Jahren mit vietnamesischer Küche. Außerdem gab oder gibt es dort ein Leihhaus, eine Zigarrenhandlung, eine Buchhandlung, ein Schuhgeschäft, einen Schmuckladen, ein Fahrradbüro.
In der ersten Etage befinden sich ebenfalls Geschäftsräume, die (chronologisch geordnet) nacheinander (Auswahl) einen Arzt (ab 1900), eine Korsettfabrik (ab 1904), einen Schneider (ab 1910), einen Zahnarzt (ab 1910), den Haus- und Grundbesitzer-Verein (ab 1920), ein Photographenatelier (1933) beherbergten.[9]
- Westlich des Platzes steht in der Hauptstraße 18 das 1902 im Neorenaissance-Stil erbaute Damenheim, das in der Kaiserzeit ausschließlich von alleinstehenden vermögenden Damen und „höheren Töchtern“ bewohnt wurde. Diese Damen gehörten zu den Frauen, die seinerzeit erstmals in die (damals meist von Männern dominierte) Berufswelt einsteigen durften, beispielsweise Lehrerinnen und Ärztinnen. Der Wohnkomfort war für die Zeit außerordentlich fortschrittlich: Zentralheizung in den teilweise möblierten Zimmern, Speise- und Lesesaal sowie Hauspersonal.